# Dschang
Dschang (franska: Tchang, Djang, Dchang, Chang) är en ort i Kamerun.   Den ligger i regionen Västra regionen, i den västra delen av landet, 240 km nordväst om huvudstaden Yaoundé. Dschang ligger 1 345 meter över havet och antalet invånare är 96 112.
Terrängen runt Dschang är kuperad västerut, men österut är den platt. Trakten runt Dschang är tätbefolkad, med 383 invånare per kvadratkilometer. Närmaste större samhälle är Bafou, 7,8 km öster om Dschang. Trakten runt Dschang är huvudsakligen savannskog.